# Edmund Gedult von Jungenfeld
Franz Edmund Wilhelm Agnes Freiherr Gedult von Jungenfeld (* 20. Oktober 1813 in Hanau; † 26. August 1886 in Mainz) war ein deutscher Kaufmann und Ehrenbürger der Stadt Mainz.
Edmund Gedult von Jungenfeld stammte aus der alten Adelsfamilie der Gedult von Jungenfeld. Er war der Sohn des Anselm Franz Edmund Joseph Freiherr Gedult von Jungenfeld (1773–1851), der Postmeister in Hanau war, und seiner Frau Barbara Maria, geborene Werle. Seit 1814 lebte er in Mainz, wo sein Vater Postmeister geworden war.
Edmund Gedult von Jungenfeld, über dessen Ausbildung nichts bekannt ist, wurde Kaufmann. Am 12. Juni 1858 wurde er Mitglied der Verwaltungskommission der Sparkasse Mainz. Am 5. Mai 1886 erhielt er für seine Verdienste als ehrenamtlicher Leiter der Mainzer Sparkasse von der Stadtverordnetenversammlung die Ehrenbürgerwürde der Stadt Mainz verliehen.